# Sterveelhoek

Een pentagram is een voorbeeld van een sterveelhoek.

In de meetkunde is een sterveelhoek een complexe veelhoek of combinatie van veelhoeken die op een gestileerde ster lijkt.

## Regelmatige sterveelhoeken
Een regelmatige sterveelhoek {n/m} met 1 < m < n / 2 is een figuur met n even lange zijden en n even grote hoeken. Een regelmatige sterveelhoek wordt gevormd door bepaalde diagonalen van een regelmatige n-hoek; steeds wordt een hoekpunt verbonden met de hoekpunten m hoekpunten verderop. Als n en m relatief priem zijn dan is het één zelfdoorsnijdende veelhoek, anders zijn het meerdere al of niet zelfdoorsnijdende veelhoeken door elkaar.
Binnenin ontstaat een kleinere versie van deze regelmatige veelhoek, behalve als de diagonalen door het middelpunt gaan; hoe minder hoekpunten worden overgeslagen hoe groter deze kleinere versie is.
De symmetrie is gelijk aan die van de betreffende regelmatige veelhoek.
| Pentagram | Hexagram | Heptagram | Octagram | Enneagram | Enneagram | Decagram |
|           |          |           |          |           |           |          |